# A Sphere in the Heart of Silence
A Sphere in the Heart of Silence este un album colaborativ al artiștilor americani John Frusciante și Josh Klinghoffer.